# Universal history (1745)
Die Universal history of arts and sciences war eine Enzyklopädie von Dennis de Coetlogon. Sie erschien von 1741 bis 1745, später kam eine zweite Auflage von einem unbekannten Herausgeber hinzu. Das Werk war ungewöhnlich polemisch und hatte mit seinen relativ langen Artikeln möglicherweise Einfluss auf die Encyclopaedia Britannica.

## Autor und Publikationsgeschichte
Über den Autor Dennis de Coetlogon ist wenig bekannt. Dem Enzyklopädieforscher Jeff Loveland zufolge kann es sein, dass der Autor der Universal history ein Hochstapler war, der einen neuen Namen angenommen hatte. Der jugendliche De Coetlogon war angeblich ein aristokratischer Soldat, Teil der französischen Elite und bei großen Ereignissen anwesend, der auch Amerika besucht hatte. Geboren wurde er eventuell 1685, er starb 1749.
Die Universal history wurde von April 1741 bis Juni 1745 in 209 wöchentlichen Auslieferungen veröffentlicht. Herausgeber war John Hart, das Werk kostete letztlich fünf Pfund, vier Schillinge und six pence, was dem Monatseinkommen eines Druckers oder Schneiders entsprach.
De Coetlogons Werk wurde wenig rezensiert und wenig zitiert. Nach dem Tod De Coetlogons, und nach Ablauf dessen königlichen Privilegs, hat ein Unbekannter 1759 eine New universal history of arts and sciences herausgebracht. Dies war sozusagen eine zweite, gekürzte Auflage. Das Vorwort und einige treatises waren ausgetauscht worden, der Inhalt von sozial unangepassten Meinungen gesäubert. Es gab weniger theologische Themen, weniger auf Frankreich bezogene Inhalte und keine katholischen theologischen Inhalte mehr.

## Inhalt
De Coetlogon behandelte die mechanischen Künste oberflächlich und dafür die Wissenschaften und freien Künste ausführlicher. Er bot auch eine bedeutende Anzahl an biografischen, geografischen und historischen Informationen, wie es für ein dictionnaire des arts et des sciences ungewöhnlich war. Ein Fünftel der 169 treatises (Abhandlungen; im Sinne von längeren Artikeln) beschäftigte sich mit Religion. Damals sah man auch die Theologie als einen Teil der Wissenschaften an. Wohl wegen dieser Themenausbreitung nannte De Coetlogon das Werk nicht lexicon oder dictionary.
Wie in Enzyklopädien des 18. Jahrhunderts des Öfteren zu sehen, begann das Werk ambitionierter, als es endete. Ein Drittel der Artikel in der Universal history gehört zu den Buchstaben A bis C, und gegen Ende war es ungeduldiger und unsorgfältiger geschrieben als zu Beginn. Ebenso wenig ungewöhnlich war es, dass De Coetlogon sich ausführlich bei den Inhalten früherer Werke bedient hat, er also plagiiert hat.
Als regelrechter Quacksalber lobte De Coetlogon sich selbst am Ende des Artikels Chirurgery als hervorragender Arzt. In mehreren Artikeln pries er seine eigene Arznei an. Je nach Artikel war sie für unterschiedliche Krankheiten gut. Solche Reklame war aber im 18. Jahrhundert in Enzyklopädien nicht gerade unüblich. De Coetlogon ging aber über das damals akzeptierte Maß hinaus.
Typisch für die Universal history waren längere Artikel, von denen viele allerdings Listencharakter hatten. Neun treatises hatten mehr als jeweils fünfzig Seiten. Der kürzeste Artikel, Cosmography, hatte immerhin vierzehn Zeilen. Es gab viele Querverweise, die zwar akkurat auf andere Artikel verwiesen. Sie waren aber letztlich nicht sehr nützlich, da sie sich immer nur auf ganze Artikel bezogen, nicht auf konkrete Teile davon. De Coetlogon indexierte nicht als erster Enzyklopädist, aber sorgfältiger als die vorherigen und die in den kommenden Jahrzehnten. Insgesamt, fasst Jeff Loveland zusammen, war das Werk sowohl genial als auch zufällig organisiert.
Jeff Loveland vermutet, dass William Smellie von der Universal history beeinflusst wurde. Der Autor der ersten Ausgabe der Encyclopaedia Britannica fügte darin nämlich ebenfalls längere Artikel ein. Die Absicht bei De Coetlogon und Smellie ist darin zu suchen, dass sie den Leser erziehen wollten; dieser sollte sich nicht mit raschem Nachschlagen zufriedengeben.

## Ausrichtung
De Coetlogon zeigt eine deutlich elitäre Haltung; er äußert sich im Werk wiederholt herablassend über Handwerker, Diener und andere Angehörige der niederen Stände. Er mag sich eine gehoberene Leserschaft vorgestellt haben und beschrieb daher fürstliche Themen wie die Falknerei. Allerdings klagt De Coetlogon über die Behandlung der Armen und konkret zum Beispiel darüber, dass die Kirche eine Bestattungsgebühr erhebt und die Bäcker so hohe Preise verlangen.
Ungewöhnlich an der Universal history war ihr katholischer Autor im protestantischen England, in einem Land, in dem Katholizismus illegal war. De Coetlogon zeigte sich allerdings als wenig rechtgläubiger, sondern als eher ökumenisch veranlagter Katholik. Sogar für Juden und Quäker fordert er Toleranz ein, bis zu einem bestimmten Grad für alle Religionen. Die englischen Juden nennt er anständige, sehr gute Untertanen. Über Protestanten macht er sich wegen ihrer antikatholischen Haltung lustig, den Vatikan kritisiert er als korrupt. Wer Geistergeschichten erzähle, so De Coetlogon, solle streng bestraft werden.
Im Artikel Government spricht der Autor sich für eine begrenzte Monarchie aus. Er lehnt sowohl den Despotismus als auch den modernen Republikanismus eines Oliver Cromwell ab. Er wehrt sich ferner gegen die Behauptung, Ludwig XIV. habe die Freiheit in Frankreich beschränkt. De Coetlogon unterstützte den Jakobitismus, also das Streben nach Wiedereinführung einer katholischen Monarchie, allerdings nur so weit, dass De Coetlogon seine Freiheit in England nicht in Gefahr brachte.
Die Universal history schwamm gegen den Strom in der Gesellschaft, in der sie erschien, sie stellte die etablierte Ordnung und ihre Institutionen in Frage. Das war ungewöhnlich für eine Enzyklopädie, und so gesehen kann man sie am ehesten mit der großen französischen Encyclopédie von Denis Diderot und dessen Mitautoren vergleichen. Während aber Diderot religionskritisch und politisch radikal war, so trat De Coetlogon für einen katholischen Ökumenismus mit einer hierarchischen, traditionellen Gesellschaftsordnung ein.

## Belege
1. ↑  Jeff Loveland: An Alternative encyclopedia? Dennis de Coetlogon's Universal history of arts and sciences (1745). Voltaire Foundation, Oxford 2010, S. 20–24, S. 46.
2. ↑  Jeff Loveland: An Alternative encyclopedia? Dennis de Coetlogon's Universal history of arts and sciences (1745). Voltaire Foundation, Oxford 2010, S. 51.
3. ↑  Jeff Loveland: An Alternative encyclopedia? Dennis de Coetlogon's Universal history of arts and sciences (1745). Voltaire Foundation, Oxford 2010, S. 78/79.
4. ↑  Jeff Loveland: An Alternative encyclopedia? Dennis de Coetlogon's Universal history of arts and sciences (1745). Voltaire Foundation, Oxford 2010, S. 9/10.
5. ↑  Jeff Loveland: An Alternative encyclopedia? Dennis de Coetlogon's Universal history of arts and sciences (1745). Voltaire Foundation, Oxford 2010, S. 87–89.
6. ↑  Jeff Loveland: An Alternative encyclopedia? Dennis de Coetlogon's Universal history of arts and sciences (1745). Voltaire Foundation, Oxford 2010, S. 155/156, S. 159.
7. ↑  Jeff Loveland: An Alternative encyclopedia? Dennis de Coetlogon's Universal history of arts and sciences (1745). Voltaire Foundation, Oxford 2010, S. 217.
8. ↑  Jeff Loveland: An Alternative encyclopedia? Dennis de Coetlogon's Universal history of arts and sciences (1745). Voltaire Foundation, Oxford 2010, S. 135/136, S. 152.
9. ↑  Jeff Loveland: An Alternative encyclopedia? Dennis de Coetlogon's Universal history of arts and sciences (1745). Voltaire Foundation, Oxford 2010, S. 138/139.
10. ↑  Jeff Loveland: An Alternative encyclopedia? Dennis de Coetlogon's Universal history of arts and sciences (1745). Voltaire Foundation, Oxford 2010, S. 213.
11. ↑  Jeff Loveland: An Alternative encyclopedia? Dennis de Coetlogon's Universal history of arts and sciences (1745). Voltaire Foundation, Oxford 2010, S. 74–76.
12. ↑  Jeff Loveland: An Alternative encyclopedia? Dennis de Coetlogon's Universal history of arts and sciences (1745). Voltaire Foundation, Oxford 2010, S. 151.
13. ↑  Jeff Loveland: An Alternative encyclopedia? Dennis de Coetlogon's Universal history of arts and sciences (1745). Voltaire Foundation, Oxford 2010, S. 193–197.
14. ↑  Jeff Loveland: An Alternative encyclopedia? Dennis de Coetlogon's Universal history of arts and sciences (1745). Voltaire Foundation, Oxford 2010, S. 204/205.
15. ↑  Jeff Loveland: An Alternative encyclopedia? Dennis de Coetlogon's Universal history of arts and sciences (1745). Voltaire Foundation, Oxford 2010, S. 206–209.